# Смит, Джилли
Джилли Смит (1 июня 1933 — 22 августа 2016) — поэтесса, инструменталистка и актриса, соосновательница и участница коллективов Gong, Mother Gong и Planet Gong. В Gong выступала под именем Shakti Yoni, озвучивая космический шепот и читая лирику.

## Биография
Училась в лондонском Королевском колледже, затем родила дочь и короткое время преподавала в Сорбонне (где овладела французским языком). После этого начались её выступления с группой Soft Machine, образованной её сожителем Дэвидом Алленом в 1966 году.
После переезда во Францию, Смит и Аллен основали группу Gong. За всю историю группы Смит была единственной женщиной в коллективе, сочиняя лирику и выступая в ролях проститутки, матери, ведьмы и старухи , образуя часть культовой мифологии Gong, отраженной в изданных 16 альбомах. В первой половине 1970-х у Смит и Аллена родилось двое детей, но это не прерывало их творческую деятельность.
В 1975 году Аллен и Смит покинули Gong, образуя новые сольные проекты (Gongmaison и Mother Gong), затем прервали и личные отношения друг с другом (продолжая профессиональное сотрудничество). Группу Mother Gong в 1979 году возглавляла Джилли Смит. Mother Gong выступают в 1979—1981 и 1989—1991, как сольно, так и с другими коллективами. В состав Mother Gong поочерёдно входили многие музыканты (в том числе старые музыканты Gong). В 1982 году вышла замуж за партнёра по коллективу, музыканта Гарри Вилльямсона, после чего они переехали в Мельбурн.
Помимо музыкальной карьеры работала в озвучке рекламы, аудиокниг, проводила семинары и лекции.

## Смерть
Джилли Смит скончалась в больнице в Байрон-Бей 22 августа 2016 года в возрасте 83 лет от легочной пневмонии.

## Дискография

### СGong

#### Студийные альбомы
- Magick Brother, Mystic Sister (1969)
- Camembert Electrique (1971)
- Continental Circus (1971)
- Radio Gnome Invisible Part 1 (Flying Teapot - 1973)
- Radio Gnome Invisible Part 2 (Angels Egg - 1973)
- Radio Gnome Invisible Part 3 (You - 1974)
- Camembert Eclectique (1994)
- Zero To Infinity (2000)

#### Концертные альбомы
- Glastonbury Fayre (1971)
- Gong Live Etc (1977)
- Gong Est Mort, Vive Gong (1977)
- Live au Bataclan '73 (1990)
- Live at Sheffield '74 (1990)
- Live On T.V. 1990 (1993)
- 25th Birthday Party (1995)
- Pre-Modernist Wireless [BBC Radio Sessions] (1996)
- Live 2 Infinitea (2001)
- OK Friends - 2001)

#### Сборники / Неизданные треки
- Je N'Fume Pas Des Bananes (1993)
- The Best Of Gong (1996)
- The History and Mystery of the Planet G**g (1989)
- Family Jewels (Gong family) (1998)

### С Mother Gong

#### Студийные альбомы
- Fairy Tales (1979)
- Robot Woman 1 (1981)
- Robot Woman 2 (1982)
- Robot Woman 3 (1989)
- The Owl and The Tree (1990)
- Tree in the Fish (1992)
- Every Witches Way (1993)
- Magenta / She Made The World (1993)
- Wild Child (1994)
- Eye (1994)

#### Концертные альбомы
- Live 1991 (1991)
- Radio Session (1994)
- Glastonbury Festival (1979-1981)
- Mother Gong (2006 - 2006)
- O Amsterdam (2007)

#### Сборники
- Best of Mother Gong (1997)

### Gilli Smyth

#### Студийные альбомы
- Mother (1978)
- Politico-Historico-Spirito (1995)
- It's all a dream (2001)

### Glo

#### Студийные альбомы
- Even As We (1996)

### Goddess Trance / Goddess T

#### Студийные альбомы
- Goddess Trance (1999)
- Electric Shiatsu (1999)